# Аромата
11°50′ пн. ш. 51°14′ сх. д. / 11.83° пн. ш. 51.24° сх. д.
Аромата (грец. Αρώματα), або Пряний Порт — торговельний та морський порт на Сомалійському півострові, нині входить до складу Сомалі. Розташований біля мису Гвардафуй, через що його називають «мисом ароматів» (грец. Αρώματον ἄκρον; ароматон акрон). Відомий виробництвом смол та різноманітних трав.
Згідно з Періплом Еритрейського моря, датованим I століттям, з «порту ароматів» (грец. Ἀρωμάτων ἐμπόριον; ароматон емпоріон) був здійснений рейд на землі берберів, де була також облаштована стоянка. Аромата була одним із «дальніх» портів; вона була розташована в північній частині Сомалійського узбережжя в районі Баб-ель-Мандебської протоки. В липні сюди прибували торговці з Єгипту. Аромата була шостим портом після Зейли, Бербери, Гейса, Бандар-Касима та Бандар-Алули. Ідентифікується з Дамо — пунктом, захищеним на півдні, однак відкритим на півночі. Час від часу Аромата була небезпечною для суден. Британський археолог Невіл Чіттік знайшов давньоримську кераміку біля Дамо, підтвердивши ідентифікацію. Перед цим інший британський дослідник, Джордж Гантінгфорд ідентифікував Аромату з Олоком, розташованим у трьох кілометрах на захід від неї.
Згідно з працею Птолемея Географія, написаною у ІІ столітті, торговець на ім'я Діоген, повертаючись з Індії, взяв напрямок на південь та дістався Аромати. Він плив майже місяць у західному напрямку. Згідно з Маріном Тірським, Птолемей також додав, що торговець на ім'я Теофіл плив з Рапти до Аромати протягом двадцяти днів. Птолемей акцентує, що це були поодинокі плавання і що він не знає середньої кількості днів, потрібної для подолання відстані між Ароматою та Раптою. Птолемей визначає розташування Аромати в районі 6° північної широти, тоді як Марін Тірський — в районі 4.25° північної широти. Птолемей оцінив відстань між Ароматою та найпівденнішою точкою грецьких володінь у Африці — мисом Прасон — у 20.67° (у широтному напрямі). Птолемей також стверджував, що чув від торговців, що напрямок з Родючої (південної) Аравії до Аромати не йде на південь. Він визначив, що Аромата лежить у районі Аденської затоки, а не Індійського океану.
Як і інші порти Аденської затоки, Аромата була незалежною та мала власне керівництво. Головними статтями експорту були ладан та кориця. Також Аромата була крупним перевалочним портом для товарів, що прямували з Індії та Південно-Східної Азії; згодом стала головним джерелом кориці. Також Аромата експортувала зерно, рис, кунжутну олію та бавовняну тканину. Згідно з Периплом, судно, попереджене в Ароматі про наближення шторму в Індійському океані, відправляється на перечікування до Табаї, розташованого на іншому боці мису у двох днях плавання від Аромати.
Monumentum Adulitanum, написаний у IV столітті правителем Аксуму Езаною, описує його численні військові перемоги. Оригінальний текст втрачений, однак зберігся переписаний у VI столітті Козьмою Індикопловом у його Християнській топографії. Він описує підкорення Езаною «землі Ароматів», що стала найсхіднішою територією його володінь, яка також фігурує під назвами «Земля Фіміаму» та «країна ладану».
Пол Гензе характеризував Аромату як «сухий прибережний регіон, головне джерело фіміаму» та визначив її у проміжку між низинами сучасної Еритреї, Сомалі та півднем Аравійського півострова. Дослідник Юзо Шитомі припускає, що Ароматою міг бути Хадрамаут, розташований на півдні Аравійського півострова. Британський дослідник Лоуренс Кірван розрізняє дві «землі фіміаму» — на півдні Аравійського півострова (за Monumentum Adulitanum) та на півночі Сомалійського узбережжя (за Періплом Еритрейського моря).